# بیلی رونسون
بیلی رونسون (انگلیسی: Billy Ronson; ۲۲ ژانویهٔ ۱۹۵۷ – ۸ آوریل ۲۰۱۵) بازیکن فوتبال اهل بریتانیا بود.
از باشگاه‌هایی که در آن بازی کرده‌است می‌توان به باشگاه فوتبال بارنزلی، باشگاه فوتبال بلکپول، باشگاه فوتبال بیرمنگام سیتی، باشگاه فوتبال ورکسام، و باشگاه فوتبال کاردیف سیتی اشاره کرد.